# Elemental (film)
Elemental è un film d'animazione del 2023 diretto da Peter Sohn e prodotto da Pixar Animation Studios come 27º lungometraggio Pixar.

## Trama
Gli elementi del fuoco Bernie e Cinder Lumen emigrano a Element City dopo essere partiti dalla Terra del fuoco. Element City è una grande metropoli abitata da elementi dell'acqua, della terra e dell'aria, ma che non è strutturata né organizzata per i neo-arrivati elementi del fuoco. In città Bernie e Cinder devono fare i conti con la xenofobia degli altri elementi, per cui faticano a trovare una casa. Poco tempo dopo nasce la loro prima e unica figlia Ember e i due avviano un piccolo ma redditizio negozio di prodotti tradizionali della Terra del fuoco nel quale custodiscono una fiamma blu, simbolo delle loro tradizioni. Intorno al loro storico negozio, sorto da un rudere in periferia, nasce negli anni un quartiere degli elementi del fuoco, i quali molto raramente si dirigono nel centro di Element City. Ember cresce lavorando nel negozio del padre, il quale le garantisce che un giorno il negozio sarà suo, mentre sul retro del negozio sua madre pratica dei Matchmaking con cui aiuta le coppie a scoprire se sono compatibili. Ember fatica a trattare i clienti a causa del suo temperamento irascibile, motivo per cui Bernie, per quanto sia profondamente orgoglioso di sua figlia e sia ormai troppo vecchio per gestire l'attività, non la veda pronta a ereditare il negozio. Un giorno Bernie permette a Ember di gestire da sola il negozio, garantendole che se andrà tutto bene e manterrà la calma le cederà l'attività. Ma lei perde rapidamente il controllo: sfoga uno scatto di rabbia nel seminterrato rompendo una tubatura dell'acqua dal quale esce Wade Ripple, un elemento d'acqua e ispettore urbano, il quale è costretto a fare rapporto al municipio per diverse infrazioni riscontrate nel negozio dei Lumen.
Ember non riesce a fermare Wade in tempo, ma quando gli spiega la storia della sua famiglia i due si dirigono al Cyclone Stadium per convincere Gale Cumulus, un elemento d'aria e datrice di lavoro di Wade, a non far chiudere il negozio di Bernie. Per convincerla, Wade afferma che lui ed Ember rintracceranno la fonte della perdita nei canali della città (che dovrebbero essere chiusi) e Gale accetta a patto che i due trovino e riparino la falla entro qualche giorno. La coppia scopre un buco in una diga e lo chiudono con dei sacchi di sabbia.
Wade ed Ember iniziano a frequentarsi uscendo in città e facendo amicizia. Quando si accorgono che i sacchi di sabbia non reggono, Ember usa la sua abilità nella lavorazione del vetro per creare un sigillo più robusto per la diga. Ember visita la ricca famiglia di Wade e impressiona tutti riparando una brocca di vetro; la madre di Wade, Brook, impressionata più di tutti dal suo talento le consiglia uno stage di lavorazione del vetro. Nella stessa serata, Wade confessa a Ember di amarla, Gale approva il sigillo di vetro sancendo la salvezza del negozio dei Lumen ed Ember capisce di non voler gestire l'attività di famiglia come credeva, ma di aver per tutto quel tempo vissuto il sogno di suo padre. Quando sua madre li scopre cerca di farle capire che i loro elementi sono incompatibili e attraverso il Matchmaking inizialmente sembra che abbia ragione, ma Wade usa uno stratagemma per dimostrare che i due sono fatta l'uno per l'altra, ma è costretto ad andare via prima che Bernie, che lo aveva bandito dal negozio, lo scopra.
Bernie annuncia il suo ritiro imminente e che consegnerà il negozio a Ember; le racconta che quando lasciò la sua terra natale il padre disapprovò la sua decisione di andarsene, rifiutandosi di inchinarsi nel momento dell'addio (segno di massimo rispetto nella Terra del fuoco). La sera seguente, Wade porta Ember nella sommersa Garden Central Station per vedere i fiori di Vivisteria, un raro fiore capace di vivere anche negli ambienti più rigidi, che da piccola non poté vedere a causa di un episodio di razzismo verso lei e il padre. Wade ed Ember scoprono di potersi toccare, ma Ember viene sopraffatta dal peso dell'eredità famigliare e decide di mettere da parte i propri desideri e la relazione con Wade per assecondare i genitori.
Poco prima che a Ember venga data la gestione del negozio durante una festa, Wade si dichiara a lei davanti a tutti e sebbene Ember lo rifiuti nuovamente, Bernie decide di non andare in pensione e di non cedere il negozio alla figlia dopo aver scoperto che è stata proprio lei a causare l'incidente che ha allagato il negozio. Ember se ne va con furia e poco dopo, il nuovo sigillo sulla diga si rompe, allagando il quartiere del fuoco. Ember e Wade mettono in salvo la fiamma blu, ma restano bloccati in una stanza e Wade evapora per il calore. Quando viene liberata, Ember, affranta dalla perdita, confessa a Bernie di non voler gestire il negozio e dichiara il suo amore per Wade. Quest'ultimo si scopre penetrato nel soffitto sotto forma di condensa e facendolo piangere, Ember lo fa tornare alla sua forma originale.
Mesi dopo, Wade ed Ember, divenuti una coppia, si preparano a lasciare Element City per viaggiare per il mondo e affinché Ember possa studiare la lavorazione del vetro, mentre Bernie assume dei dipendenti per il negozio. Prima di andarsene, Ember si inchina al padre, che ricambia il gesto.

## Personaggi
- Ember Lumen: è la figlia di Bernie e Cinder Lumen e protagonista femminile del film. Nata a Element City, è dell'elemento del fuoco e vuole ereditare il negozio del padre perché lui è prossimo alla pensione, ma lei ha la passione nella lavorazione del vetro. Perde spesso la calma, ma grazie a Wade, imparerà a controllare il proprio comportamento. Nel corso del film, si innamora di Wade.
- Wade Ripple: è il figlio di Brook Ripple, nipote di Harold, fratello di Alan e Lake e zio di Marco e Polo e protagonista maschile del film. Il padre è morto quando lui era solo un adolescente. È un ispettore urbano che fa un verbale per aver riscontrato delle infrazioni del negozio dei Lumen. Nel corso del film, si innamora di Ember.
- Bernie Lumen: è il padre di Ember e marito di Cinder. È immigrato dalla Terra del fuoco con quest’ultima an Element City. È prossimo alla pensione e vorrebbe che sua figlia prendesse il suo posto, ma accetterà poi che dirigere il negozio non è ciò che Ember vuole realmente fare. All'inizio non accetta Wade, ma poi cambierà idea quando capisce che lui ed Ember si amano.
- Cinder Lumen: è la moglie di Bernie e madre di Ember. È immigrata assieme al marito a Element City quando era incinta della figlia. Ha la capacità di capire se le coppie sono compatibili oppure se le persone sono innamorate; infatti sarà la prima a capire che nella vita di Ember c'è un ragazzo.
- Brook Ripple: è la madre di Wade, Alan e Lake, sorella di Harold e nonna di Marco e Polo. Accetta il fatto che Wade è innamorato di Ember e incoraggerà quest'ultima sul suo talento nella lavorazione del vetro. È un architetto.
- Harold Ripple: è il fratello di Brook, zio di Alan, Wade e Lake e prozio di Marco e Polo. È un pittore.
- Alan Ripple: è il fratello maggiore di Wade e Lake, marito di Eddy e padre di Marco e Polo.
- Eddy Ripple: è la moglie di Alan e madre di Marco e Polo.
- Lake Ripple: è la sorella minore di Alan e Wade e zia di Marco e Polo. Lake è il primo personaggio non binario della Pixar.
- Marco e Polo Ripple: sono i figli di Eddy e Alan e nipoti di Lake, Wade, Brook e Harold.
- Gale Cumulus: è dell'elemento dell'aria e la datrice di lavoro di Wade e fan di pallavento e dei Meteorici.
- Fern Grouchwood: ha il compito di passare i verbali a Gale. È dell'elemento della terra e tifa segretamente i Meteorici.
- Clod: è un bambino dell'elemento della terra e amico di Ember. All'inizio nutre una cotta per Ember, ma poi si innamorerà di un'altra ragazza di fuoco.

## Produzione

### Sviluppo
L'idea di Elemental nasce dall'infanzia di Peter Sohn, il quale ha dichiarato: "I miei genitori sono immigrati negli Stati Uniti dalla Corea all'inizio degli anni Settanta, lì hanno aperto un negozio di alimentari nel Bronx. Eravamo una delle tante famiglie che si erano avventurate in una nuova terra con sogni e speranze, in un unico crocevia di culture, lingue e piccoli bellissimi quartieri. Questo è quello che mi ha portato a Elemental". Dopo ha sottolineato: "La nostra storia è basata sui classici elementi: fuoco, acqua, terra e aria. Alcuni elementi si mescolano tra loro, altri no. E se questi elementi fossero vivi?"
La produzione è costata circa 200 milioni di dollari.

### Casting
Al D23 del 9 settembre 2022, è stato rivelato che Leah Lewis e Mamoudou Athie sono stati scelti per il ruolo dei due protagonisti; Ember e Wade.

### Animazione e design
Element City è stata modellata su New York City come una serie di quartieri di immigrati composti da materiali organici che avrebbero completato ogni elemento. Un esempio potrebbe essere Fire Town, costruito con ceramica, metallo e mattoni. Lo scenografo Don Shank afferma che "le idee di design hanno ispirato una nuova tecnologia, che ha ispirato un nuovo design".
Gli scenografi dello studio hanno cercato ispirazione in città come Venezia e Amsterdam. I canali d'acqua e gli edifici che circondano le città sono ricchi di dettagli e attenzione. A causa della pandemia di COVID-19, durante la quale si è svolta la maggior parte della produzione, il team di produzione del film non ha potuto recarsi in queste città per effettuare ricerche, quindi ha trascorso molte ore a guardare tour della città dal punto di vista su YouTube per trarre ispirazione per Element City.

## Promozione
(Tagline del film)
Nel maggio 2022, la Pixar pubblica il primo concept art del progetto. Al D23 vengono mostrati i primi poster della pellicola e alcune immagini. Inoltre, Sohn ha annunciato che Denise Ream sarà la produttrice del film. Il 10 settembre, la Pixar pubblica un'immagine in anteprima della pellicola.
Il teaser venne pubblicato il 17 novembre del 2022, in Italia lo stesso giorno. Il trailer del film uscì il 28 marzo del 2023, in Italia il 21 aprile. Vennero distribuiti alcuni clip del film, la prima il 27 maggio, la seconda il 30 maggio, la terza il 31 maggio, la quarta l’8 giugno, la quinta il 13 giugno. Inoltre, Trenitalia ha sponsorizzato il film su due locomotive E414 e all'interno di alcune carrozze di un InterCity.

## Musica
Il 7 febbraio 2023, Thomas Newman è stato confermato per comporre e dirigere la colonna sonora originale di Elemental. Segna la quarta collaborazione di Newman con lo studio dopo Alla ricerca di Nemo (2003), WALL-E (2008) e Alla ricerca di Dory (2016), nonché il suo primo film Pixar a non essere diretto da Andrew Stanton.

## Distribuzione
Il film è stato presentato in anteprima mondiale al Festival di Cannes 2023 in occasione della serata di chiusura, il 27 maggio. Successivamente, è stato distribuito nelle sale cinematografiche statunitensi il 16 giugno 2023 mentre in quelle italiane a partire dal 21 giugno dello stesso anno.

## Accoglienza

### Incassi
L'esordio nelle sale americane risulta deludente, con 29,5 milioni di dollari di incassi nel primo weekend di distribuzione, segnando il secondo peggior esordio nella storia della Pixar. A fine corsa il film ha incassato 154426697 $ in Nordamerica e 342017611 $ nel resto del mondo, per un totale di 496444308 $.
In Italia ha incassato 6878238 € con 1010337 biglietti venduti.
Disney Pixar ha rilasciato un comunicato per festeggiare l'inversione di tendenza del film, che era partito fiacco al box office nella prima settimana ma che nel corso delle settimane successive ha avuto un'ottima tenuta e ha invertito la tendenza negativa, superando il traguardo dei 400 milioni che si pensava non avrebbe raggiunto e avvicinandosi moltissimo ai 500 milioni, un incasso di tutto rispetto.
Il 13 settembre 2023 Elemental è sbarcato su Disney+ e nei primi 5 giorni di programmazione ha registrato 26,4 milioni di ore di visione, diventando il film più visto al suo esordio sulla piattaforma nel 2023.

### Critica
Sul sito di recensioni Rotten Tomatoes il 73% delle 263 recensioni è positivo, con un voto medio di 6,40/10; il consenso critico cita: «Elemental potrebbe non soddisfare pienamente come i più grandi film Pixar, ma rimane una storia solida raccontata con un talento visivo abbagliante.» Su Metacritic ha un punteggio di 58 su 100 sulla base di 45 recensioni.
Elemental ha ottenuto un CinemaScore livello A, che indica un grande apprezzamento del film da parte del pubblico che lo ha visto al cinema.

## Riconoscimenti
- 2024 - Premi Oscar[27]
  - Candidatura per il miglior film d'animazione
- 2024 - Golden Globe
  - Candidato per il miglior film d'animazione a Peter Sohn
- 2024 - Premio BAFTA
  - Candidato per il miglior film d'animazione
- 2024 - Critics' Choice Movie Awards[28]
  - Candidato per il miglior film d'animazione
- 2024 - Saturn Award
  - Candidato per il miglior film d'animazione Peter Sohn